# Гадолін Аксель Вільгельмович
Аксель Вільгельмович Гадолін (нар. 12 (24) червня 1828, Фінляндія, — 15 (27) грудня 1892, Санкт-Петербург) — російський вчений в області артилерійського озброєння, механічної обрабки металів, мінералогії та кристалографії, лауреат Ломоносовської премії (1868), з 1875 року дійсний член Петербурзької АН, з 1873 р. член-корреспондент, генерал від артилерії (1890). Заслужений професор Михайлівської артилерійської академії, доктор мінералогії, ординарний академік Імператорської Академії наук, член багатьох російських та закордонних вчених товариств.